# Полный финиш
Полный финиш (хинди फूल एन फाइनल) — индийская кинокомедия режиссёра Ахмеда Хана, вышедшая в прокат 1 января 2007 года. Является ремейком фильма «Большой куш».

## Сюжет
Рокки и его сообщники похищают чрезвычайно ценный алмаз в Мумбаи. Он связывается со своим дядей Чокси из Лондона, который поручает передать алмаз его брату Лалваани в Дубаи.
Владелец сэконд-хэнда задолжал многим людям и чтобы погасить долги, заставляет свою племянницу Тину и её парня Раджу воровать. Раджу также получает деньги за то, что притворяется сыном Ладжванти, так как её муж и его брат Мунна, считают, что она не перенесёт известия о его гибели.
Лаки и его приятель Боб работают на криминального авторитета Джей-Ди и подыскивают бойцов для участия в подпольных матчах.

## В ролях
- Санни Деол — Мунна
- Шахид Капур — Рахул «Раджа» Сингхания
- Айеша Такиа — Тина Салуджа, подруга Раджи
- Шармила Тагор — Ладжванти
- Ом Пури — Бхайя
- Вивек Оберой — Лаки
- Чанки Пандей — Рокки
- Гулшан Гровер — Чокси, дядя Рокки
- Асрани — Лалваани, брат Чокси

## Критика
Шубхра Гупта из The Indian Express дала фильму положительную оценку. Таран Адарш из Bollywood Hungama дал фильму 1,5 балла из 5. Танвир Буквала из Rediff.com дал фильму 1 звезду из 5 отметив, что фильм пытается собрать все жанры вместе, пытаясь угодить каждому зрителю, «однако выходит не очень хорошо». Российский кинокритик Евгений Баженов раскритиковал фильм и дал ему негативную оценку.